# Don Quijote (poema sinfónico)

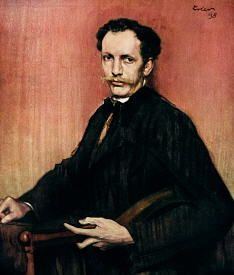
Richard Strauss (1898), por Fritz Erler.

Don Quijote o Don Quixote, op. 35, subtitulada Phantastische Variationen über ein Thema ritterlichen Charakters (Variaciones fantásticas sobre un tema de carácter caballeresco), es un poema sinfónico para violonchelo, viola y orquesta escrito por Richard Strauss en Múnich en 1897. Fue dedicada a María de la Paz de Borbón, infanta de España y princesa de Baviera, divulgadora de El Quijote en Baviera. La composición está basada en la obra Don Quijote de la Mancha de Miguel de Cervantes. El estreno tuvo lugar en Colonia el 8 de marzo de 1898 con Friedrich Grützmacher como violonchelo solista y Franz Wüllner como director.
La pieza tiene unos 45 minutos de duración y está escrita en siguiendo la forma musical de tema con variaciones. El violonchelo solo representa a Don Quijote, mientras que el solo de viola, la tuba tenor y el clarinete bajo representan al cómico Sancho Panza. La segunda variación ilustra un episodio en el que Don Quijote se encuentra con un rebaño de ovejas, que él percibe como un ejército aproximándose. Strauss utiliza el flutter-tonguing disonante en el viento metal para emular los balidos de las ovejas, un temprano ejemplo de esta técnica extendida. Más adelante, el propio Strauss citó este pasaje en El burgués gentilhombre, en el momento en que un sirviente anuncia el plato de "pata de cordero al estilo italiano".

## Análisis

### Estructura
La obra presenta una estructura de tema con variaciones. 
1. Introducción: Mäßiges Zeitmaß. Thema mäßig. "Don Quichotte verliert über der Lektüre der Ritterromane seinen Verstand und beschließt, selbst fahrender Ritter zu werden" ("Don Quijote pierde el juicio después de leer novelas de caballerías y decide ser un caballero andante.")
2. Tema: Mäßig. "Don Quichotte, der Ritter von der traurigen Gestalt" ("Don Quijote, Caballero de la Triste Figura")
3. Maggiore: "Sancho Panza"
4. Variación I: Gemächlich. "Abenteuer an den Windmühlen" ("Aventura en los molinos de viento")
5. Variación II: Kriegerisch. "Der siegreiche Kampf gegen das Heer des großen Kaisers Alifanfaron" ("La victoriosa batalla contra el ejército del gran emperador Alifanfaron")
6. Variación III: Mäßiges Zeitmaß. "Gespräch zwischen Ritter und Knappen" ("Diálogo entre el Caballero y el Escudero")
7. Variación IV: Etwas breiter. "Unglückliches Abenteuer mit einer Prozession von Büßern" ("La desafortunada aventura con una procesión de penitentes")
8. Variación V: Sehr langsam. "Die Waffenwache" ("La vigilia del Caballero")
9. Variación VI: Schnell. "Begegnung mit Dulzinea" ("El encuentro con Dulcinea")
10. Variación VII: Ein wenig ruhiger als vorher. "Der Ritt durch die Luft" ("Cabalgando por el aire")
11. Variación VIII: Gemächlich. "Die unglückliche Fahrt auf dem venezianischen Nachen" ("El desafortunado viaje en el barco encantado")
12. Variación IX: Schnell und stürmisch. "Kampf gegen vermeintliche Zauberer" ("Batalla con los magos")
13. Variación X: Viel breiter. "Zweikampf mit dem Ritter vom blanken Mond" ("Duelo con el caballero de la Blanca Luna")
14. Final: Sehr ruhig. "Wieder zur Besinnung gekommen" ("Vuelta a la razón")

### Instrumentación
La obra está escrita para una gran orquesta que consta de los siguientes efectivos:
- Cuerda: violines I y II, violas (que incluyen una extensa parte solista de viola), violonchelos (que incluyen una extensa parte de violonchelo solista), contrabajos y arpa.
- Viento madera: piccolo, 2 flautas, 2 oboes, corno inglés, 2 clarinetes en si bemol (el segundo doblando clarinete en mi bemol), clarinete bajo, 3 fagotes y contrafagot.
- Viento metal: 6 trompas en fa, 3 trompetas en re y fa, 3 trombones, tuba tenor en si bemol (a menudo interpretado en bombardino) y tuba.
- Percusión: timbales, bombo, tambor, platillos, triángulo, pandereta y eolífono.

## Discografía selecta
- 1933 – Staatskapelle Berlin; Richard Strauss (director); Enrico Mainardi (violonchelo); Karl Reitz (viola)
- 1938 – NBC Symphony Orchestra; Arturo Toscanini (director); Emanuel Feuermann (violonchelo); Carlton Cooley (viola). Un lanzamiento no oficial de Toscanini.
- 1941 – Pittsburgh Symphony Orchestra; Fritz Reiner (director); Gregor Piatigorsky (violonchelo)
- 1943 – New York Philharmonic; Leonard Bernstein (director); Joseph Schuster (violonchelo), William Lincer (viola). Este fue el debut de Bernstein, y no fue lanzado como grabación oficial hasta muchos años después de su muerte.
- 1953 – NBC Symphony Orchestra; Arturo Toscanini (director); Frank Miller (violonchelo); Carlton Cooley (viola). El lanzamiento oficial de Toscanini.
- 1963 – Philadelphia Orchestra; Eugene Ormandy (director); Lorne Munroe (violonchelo); Carlton Cooley (viola)
- 1964 – Moscow Philharmonic Orchestra; Kyril Kondrashin (director); Mstislav Rostropovich (violonchelo); L. Dvoskin (viola)
- 1969 (?) – New York Philharmonic; Leonard Bernstein (director); Lorne Munroe (violonchelo); William Lincer (viola)
- 2003 – Chicago Symphony Orchestra; Daniel Barenboim (director); John Sharp (violonchelo); Charles Pickler (viola)